# Banbhore

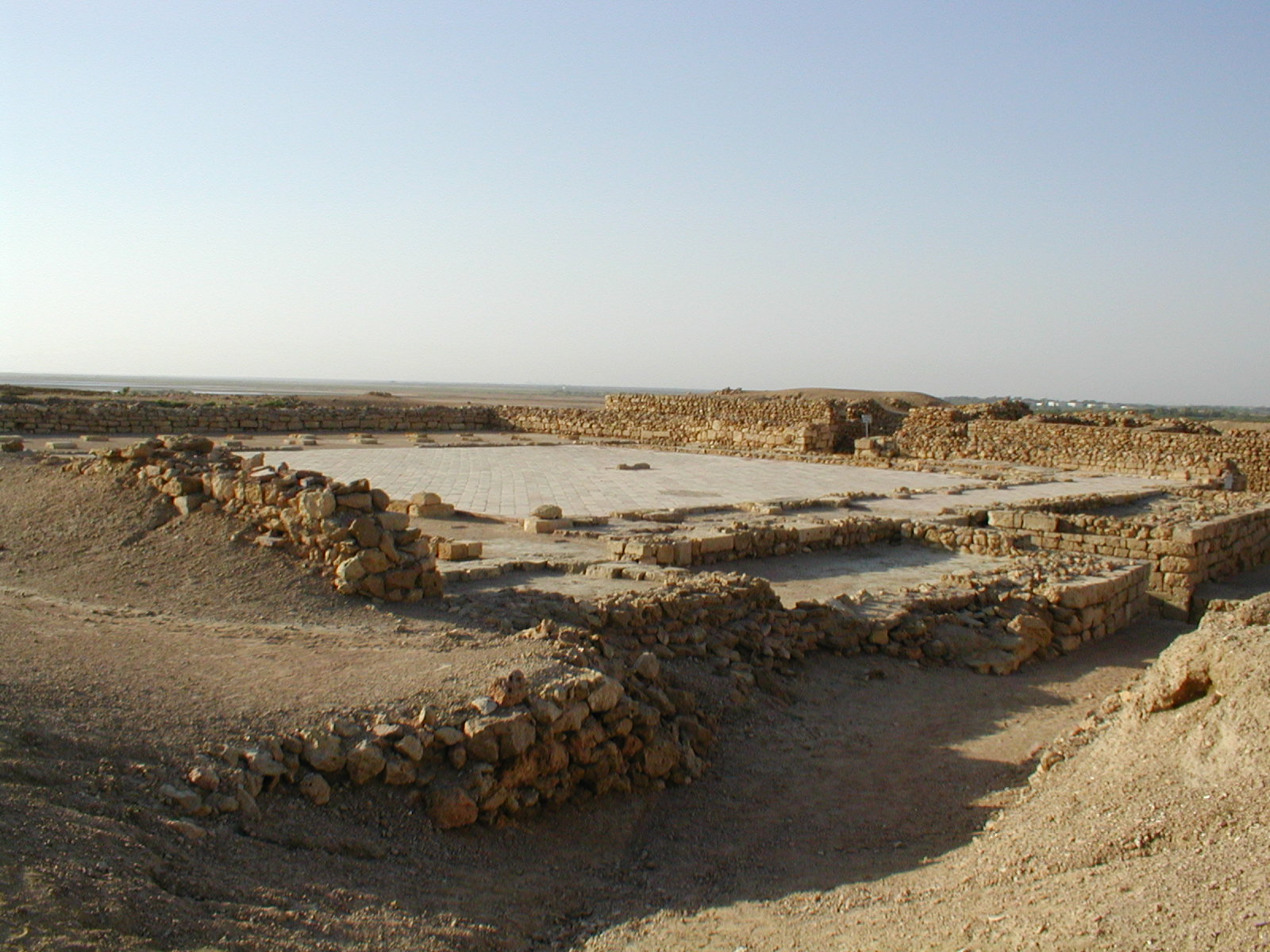
Fußboden des Innenhofs der Moschee

Banbhore ist eine Ruinenstadt in der pakistanischen Provinz Sindh und liegt ca. 60 km südöstlich von Karatschi. Es handelt sich um die Überreste der bedeutenden mittelalterlichen Hafenstadt Daibul.
Bei Ausgrabungen konnten drei Kulturschichten unterschieden werden, die vom ersten bis zum 13. Jahrhundert reichen: Es gibt eine parthische, eine hinduistische und eine frühislamische Phase. Die Stadt wird mit dem aus schriftlichen Quellen bekannten Daibul an der Indusmündung identifiziert. Daibul ist die erste von Muhammad ibn al-Qasim eroberte Stadt Indiens, hier wurde die erste Moschee auf dem indischen Subkontinent errichtet. 
Das wichtige Handelszentrum mit seinem wertvollen Hochseehafen wurde unter den Umayyaden durch eine mächtige Stadtmauer mit drei Stadttoren befestigt. Die Moschee innerhalb der Stadtmauern hatte einen mit 34 × 35 Metern nahezu quadratischen Grundriss, ihre Säulenreihen waren umlaufend um einen zentralen Hof gebaut. Sie kann anhand einer Inschrift in das Jahr 727 datiert werden. Die großen Häuser der Stadt waren aus Stein gebaut, die kleineren aus Lehmziegeln.
Die Stadt wird wohl als Barbarikon im Periplus Maris Erythraei genannt und war für den Indienhandel von Bedeutung. Sie erscheint als Ort des Seidenhandels mit dem Namen Arbi im Parzival von Wolfram von Eschenbach, war also während des Mittelalters schon im Abendland bekannt. 
Im Jahr 2004 wurde vorgeschlagen, dass die Stadt zum Weltkulturerbe erhoben werden soll.